# Faeröers voetbalelftal in 1988
Het Faeröers voetbalelftal speelde in totaal één interland in het jaar 1988, de eerste officiële in de geschiedenis van de eilandengroep. De nationale selectie stond onder leiding van de IJslandse bondscoach Páll Guðlaugsson.

## Balans
| Wedstrijden | Wedstrijden | Wedstrijden | Wedstrijden | Doelpunten | Doelpunten | Doelpunten | Punten |
| Gespeeld    | Winst       | Gelijk      | Verlies     | Voor       | Tegen      | Saldo      | Punten |
| ----------- | ----------- | ----------- | ----------- | ---------- | ---------- | ---------- | ------ |
| 1           | 0           | 0           | 1           | 0          | 1          | –1         | 0.000  |

## Interlands
|                                                      |                   |       |         |                                                                                 |
| 24 augustus Vriendschappelijk № 1 «onderlinge duels» | IJsland           | 1 – 0 | Faeröer | Akranesvöllur, Akranes Toeschouwers: 400 Scheidsrechter: Sveinn Sveinsson (ISL) |
| 24 augustus Vriendschappelijk № 1 «onderlinge duels» | Ómar Torfason 32' |       |         | Akranesvöllur, Akranes Toeschouwers: 400 Scheidsrechter: Sveinn Sveinsson (ISL) |

## Statistieken
| Jens Martin Knudsen | 1967-06-11 | NSÍ Runavík     | 1 | 0 | 0 | 1 | 0 |
| Verdediging         |            |                 |   |   |   |   |   |
| Mikkjal Danielsen   | 1960-05-16 | MB Miðvágur     | 1 | 0 | 0 | 1 | 0 |
| Poul Enok Hansen    | 1963-10-15 | GÍ Gøta         | 1 | 0 | 0 | 1 | 0 |
| Kristian Petersen   | 1958-06-27 | ÍF Fuglafjørður | 1 | 0 | 0 | 1 | 0 |
| Beinur Poulsen      | 1963-01-10 | KÍ Klaksvík     | 1 | 0 | 0 | 1 | 0 |
| Middenveld          |            |                 |   |   |   |   |   |
| Julian Hansen       | 1963-08-02 | HB Tórshavn     | 1 | 0 | 0 | 1 | 0 |
| Abraham Hansen      | 1959-06-16 | B36 Tórshavn    | 1 | 0 | 0 | 1 | 0 |
| Torkil Nielsen      | 1964-01-26 | SÍF Sandavágur  | 1 | 0 | 0 | 1 | 0 |
| Jens Erik Rasmussen | 1968-06-02 | MB Miðvágur     | 1 | 0 | 0 | 1 | 0 |
| Aanval              |            |                 |   |   |   |   |   |
| Kurt Mørkøre        | 1969-02-02 | LÍF Leirvik     | 1 | 0 | 0 | 1 | 0 |
| Kári Reynheim       | 1964-02-15 | B36 Tórshavn    | 1 | 0 | 0 | 1 | 0 |
| Hans í Bartalsstovu | 1958-09-18 | GÍ Gøta         | 0 | 1 | 0 | 1 | 0 |
| Jan Allan Müller    | 1969-07-25 | VB Vágur        | 0 | 1 | 0 | 1 | 0 |

FSF · A-internationals · Statistieken · Bondscoaches · Faeröers vrouwenelftal · Faeröer U21 · Faeröer U20 · Faeröer U19 · Faeröer U18 · Faeröer U17 · Faeröer U16
1980 – 1989 ·
1990 – 1999 ·
2000 – 2009 ·
2010 – 2019 ·
2020 – 2029
1988 · 
1989 · 
1990 ·
1991 · 
1992 · 
1993 · 
1994 · 
1995 · 
1996 · 
1997 · 
1998 · 
1999 · 
2000 · 
2001 · 
2002 · 
2003 · 
2004 · 
2005 · 
2006 · 
2007 · 
2008 · 
2009 · 
2010 · 
2011 · 
2012 · 
2013 · 
2014 · 
2015 · 
2016 ·
2017 ·
2018 ·
2019 ·
2020 ·
2021 ·
2022 ·
2023 ·
2024
Albanië ·
Andorra ·
Armenië ·
Azerbeidzjan ·
België ·
Bosnië en Herzegovina ·
Canada ·
Cyprus ·
Denemarken ·
Duitsland ·
Estland ·
Finland ·
Frankrijk ·
Georgië ·
Gibraltar ·
Griekenland ·
Hongarije ·
Ierland ·
IJsland ·
Israël ·
Italië ·
Joegoslavië ·
Kazachstan ·
Kosovo ·
Letland · 
Liechtenstein ·
Litouwen ·
Luxemburg ·
Malta ·
Moldavië ·
Nederland ·
Noord-Ierland ·
Noord-Macedonië ·
Noorwegen ·
Oekraïne ·
Oostenrijk ·
Polen ·
Portugal ·
Roemenië ·
Rusland ·
San Marino ·
Schotland ·
Servië ·
Servië en Montenegro · 
Slovenië ·
Slowakije ·
Spanje ·
Thailand ·
Tsjechië ·
Tsjecho-Slowakije ·
Turkije ·
Wales ·
Zweden ·
Zwitserland